# Uttse-Serve
Uttse-Serve är en sjö i Sorsele kommun i Lappland och ingår i Umeälvens huvudavrinningsområde. Sjön har en area på 0,161 kvadratkilometer och ligger 761,6 meter över havet. Uttse-Serve ligger i Vindelfjällen Natura 2000-område.

## Delavrinningsområde
Uttse-Serve ingår i det delavrinningsområde (731843-149387) som SMHI kallar för Utloppet av Servejaure. Medelhöjden är 803 meter över havet och ytan är 11,26 kvadratkilometer. Räknas de 2 avrinningsområdena uppströms in blir den ackumulerade arean 27,92 kvadratkilometer. Tjulån (Servejukke) som avvattnar avrinningsområdet har biflödesordning 3, vilket innebär att vattnet flödar genom totalt 3 vattendrag innan det når havet efter 432 kilometer. Avrinningsområdet består mestadels av kalfjäll (78 procent). Avrinningsområdet har 2,49 kvadratkilometer vattenytor vilket ger det en sjöprocent på 22,1 procent.